# Bounty (zátoka)

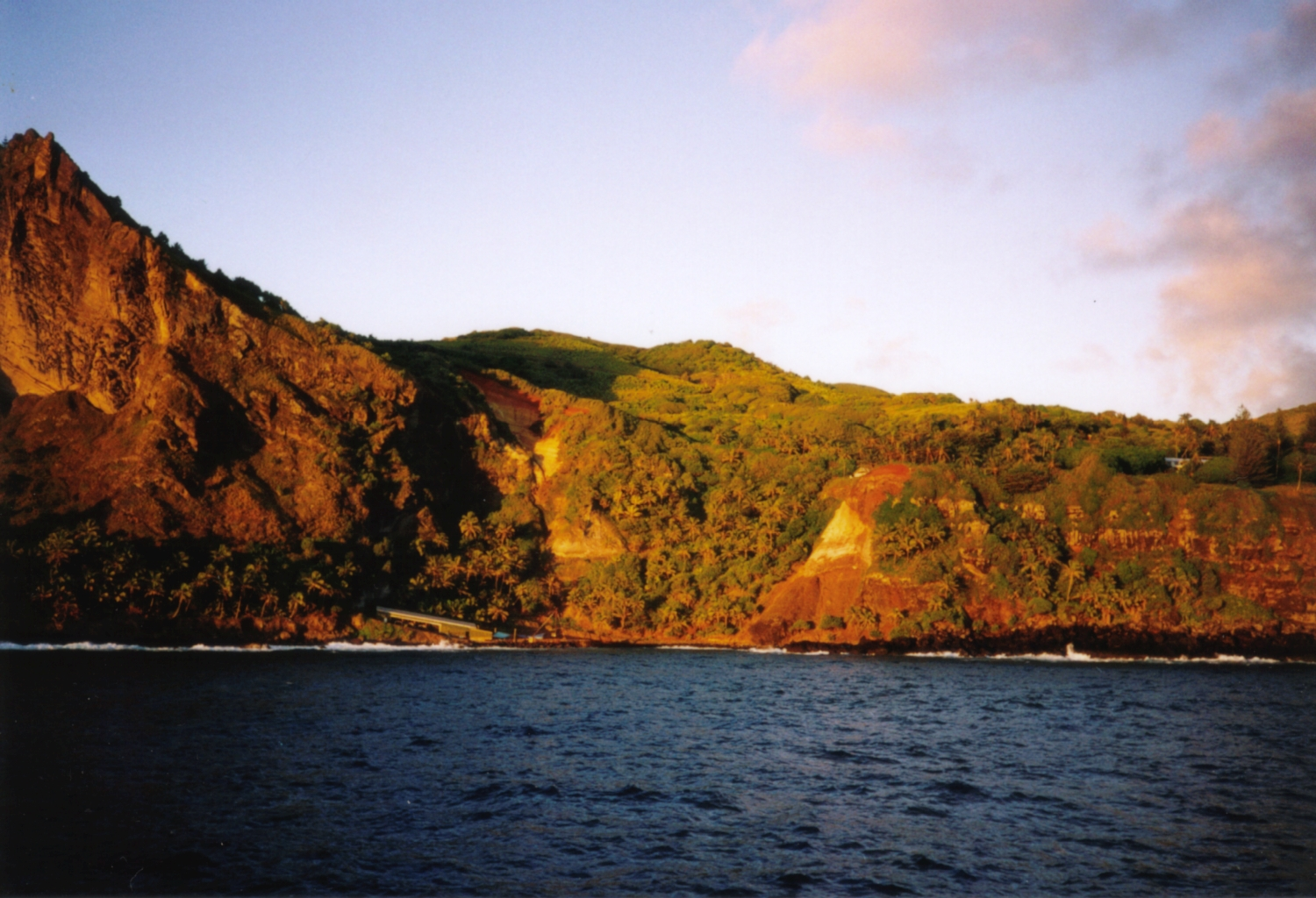
Zátoka Bounty

Bounty (anglicky Bounty Bay) je zátoka ležící u hlavního města Pitcairnových ostrovů Adamstownu. Je pojmenována po britské lodi Bounty z 18. století, na které vypukla vzpoura, která byla následně mnohokrát literárně (román Vzpoura na lodi Bounty) i filmově zpracována. Cesta Bounty nakonec skončila právě v této zátoce.